# Huitaca ventralis
Espèce
Huitaca ventralis est une espèce d'opilions cyphophthalmes de la famille des Neogoveidae.

## Distribution
Cette espèce est endémique du département de Norte de Santander en Colombie. Elle se rencontre vers Chinácota.

## Description
Le mâle holotype mesure 3,03 mm.

## Publication originale
- Shear, 1979 : « Huitaca ventralis, n. gen., n. sp., with a description of a gland complex new to cyphophthalmids (Opiliones, Cyphophthalmi). » The Journal of Arachnology, vol. 7, no 3, p. 237-243 (texte intégral).